# Novotného lávka
Novotného lávka je řada historických budov, bývalých mlýnů nad hladinou Vltavy při jejím pravém břehu v blízkosti Karlova mostu směrem proti proudu řeky prakticky na konci Smetanova nábřeží.
Stejný název má i ulice vedoucí podél těchto budov.

## Historie
Roku 1396 je uváděna v těchto místech skupina deseti mlýnů (jména některých jsou známá: Štěpánkův, Červenkův, Trnkův, Dvořákův, Myslivečkův). Pravděpodobně v roce 1489 byla u lávky postavena původní dřevěná staroměstská vodárenská věž, roku 1577 pak nynější věž kamenná. Lávka vystřídala několik majitelů, podle nichž se také většinou jmenovala. Od roku 1870 byla nazývána Staroměstská lávka, roku 1885 byla přejmenována „pro zásluhy pana Karla Novotného o zřízení železné lávky“ po mlynáři Karlu Novotném (1827–1900).

## Současné budovy
Dnes jsou původní budovy mlýnů přestavěny a nově využity (Karlovy lázně, Klub techniků – dříve budova Československé vědeckotechnické společnosti). Pod budovami stále protéká Vltava. 
Poslední budovou na západním konci je Staroměstská vodárna (Městská vodárna staroměstská v Praze), přestavěná v roce 1883 z vodárenské budovy (na místě Myslivečkova mlýna, kde se v roce 1737 narodil skladatel Josef Mysliveček) podle návrhu Antonína Wiehla (s návrhy sgrafit od Mikoláše Alše, Františka Ženíška a Jana Kouly) slouží od 12. května 1936 jako Muzeum Bedřicha Smetany (čp. 201). V roce 1984 byl před průčelí muzea doplněn pomník skladatele Bedřicha Smetany od Josefa Malejovského. 
Výškově nejvýraznější stavbou je Staroměstská vodárenská věž, jejíž původní jádro z pískovcových kvádrů pochází z roku 1577 (vstup z domu čp. 976).  

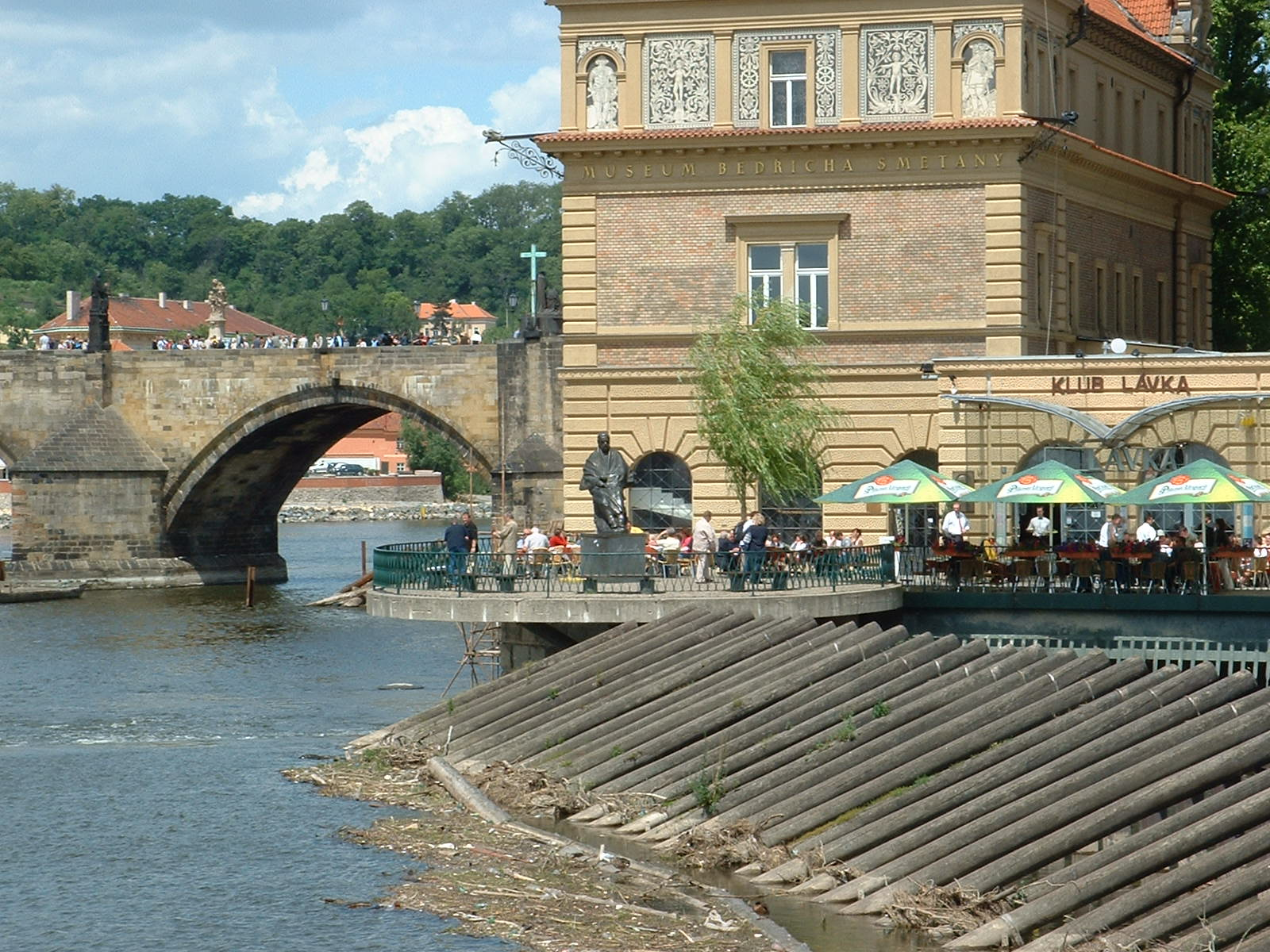
Novotného lávka v Praze
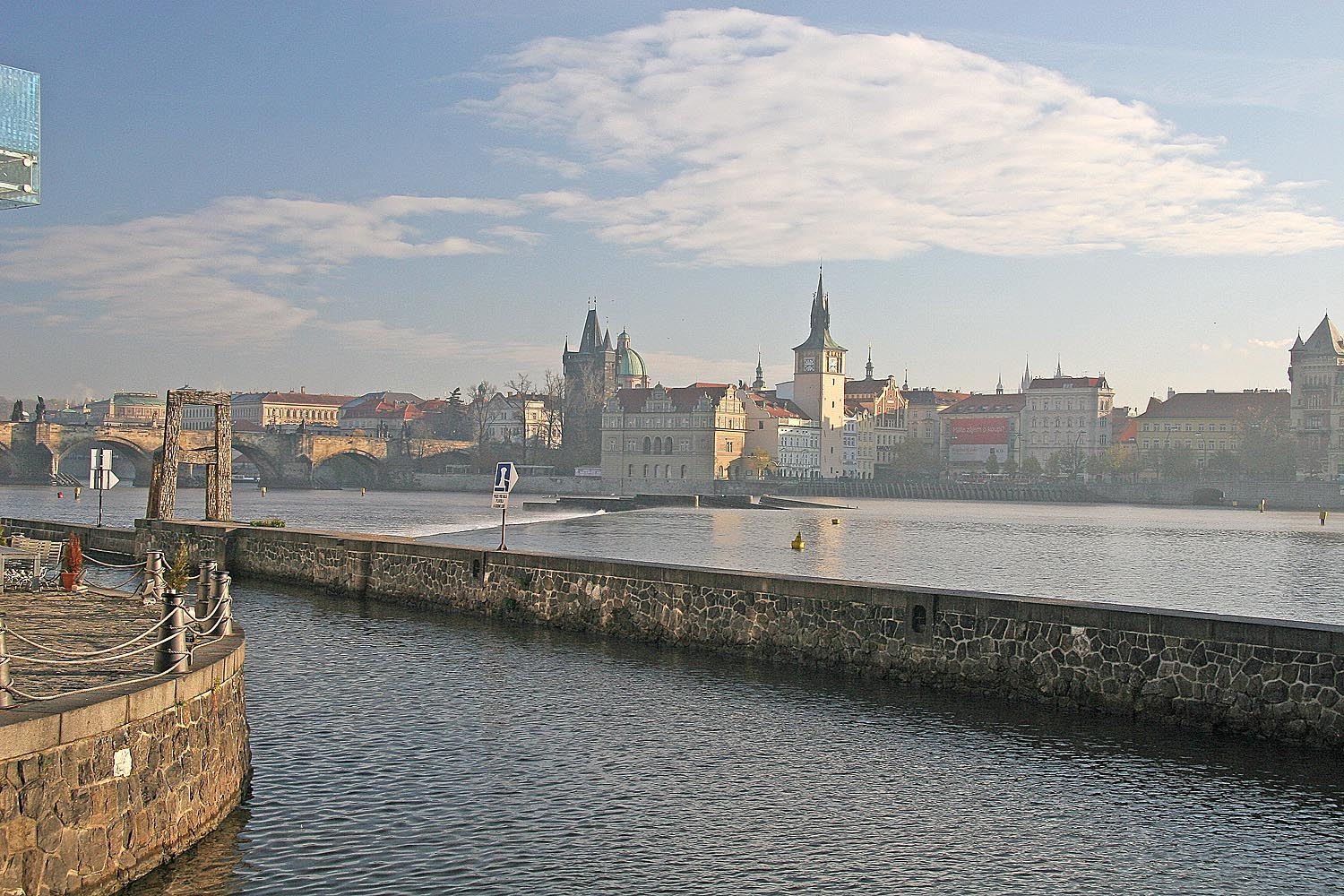
Novotného lávka od Sovových mlýnů
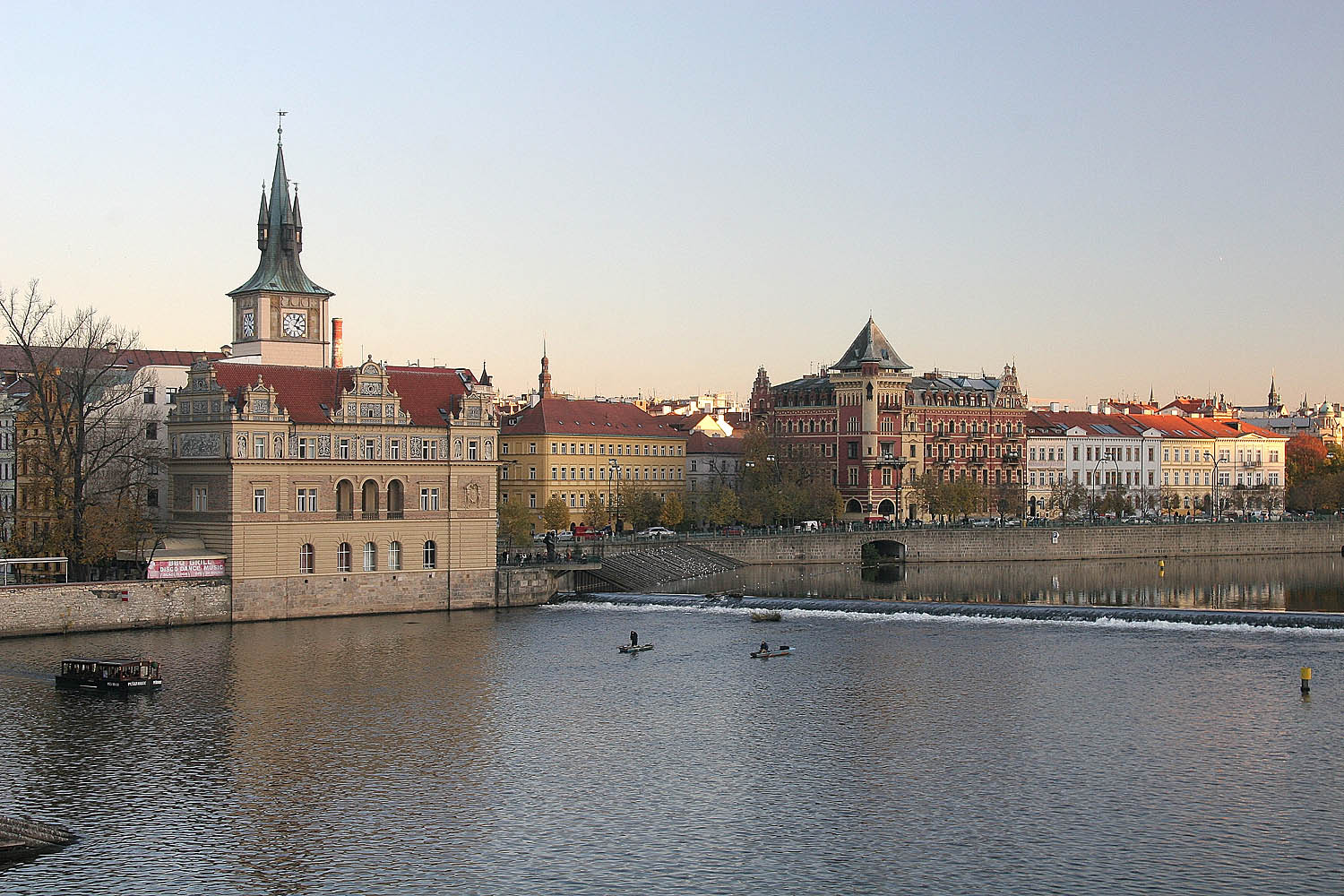
Novotného lávka z Karlova mostu
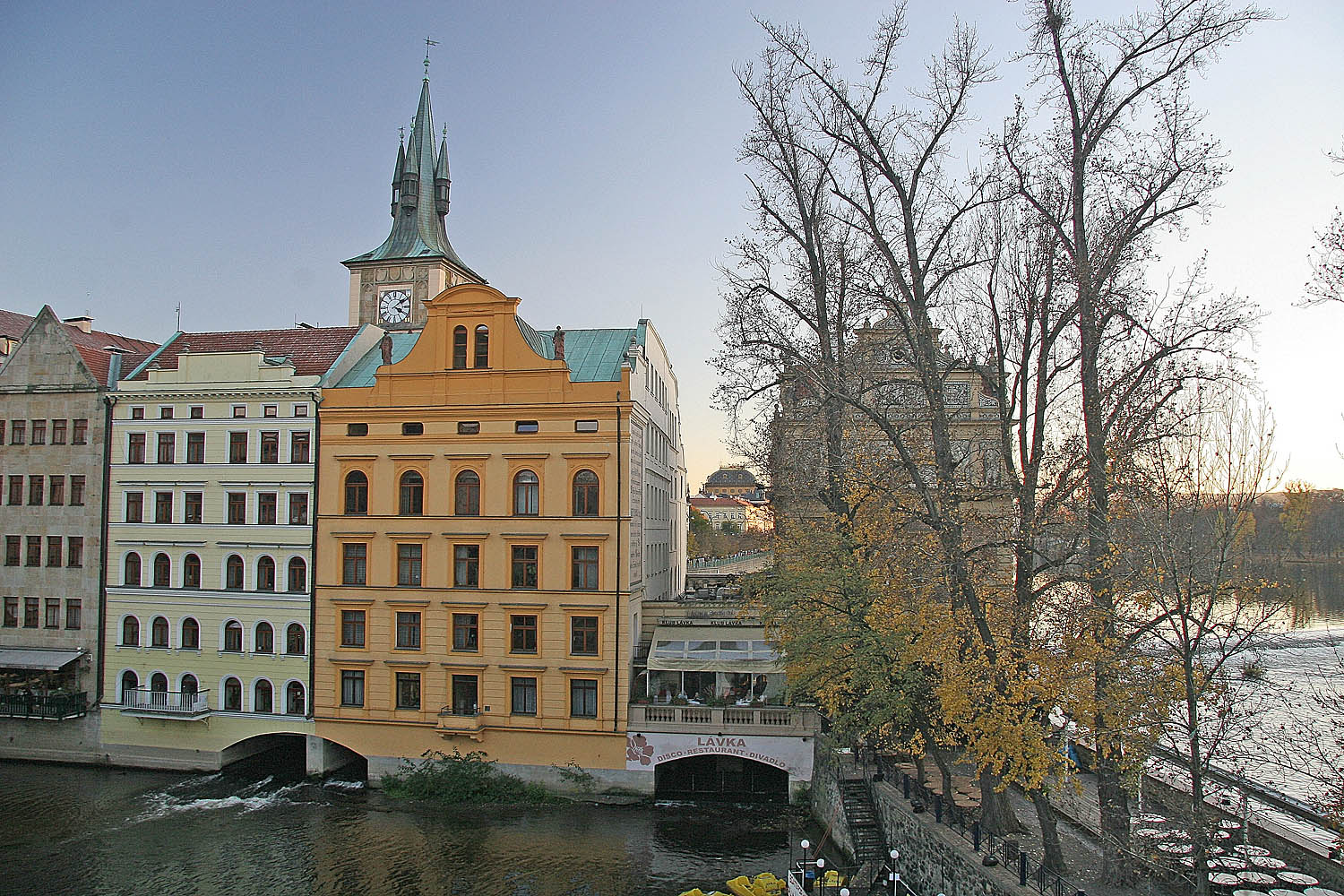
Novotného lávka z Karlova mostu
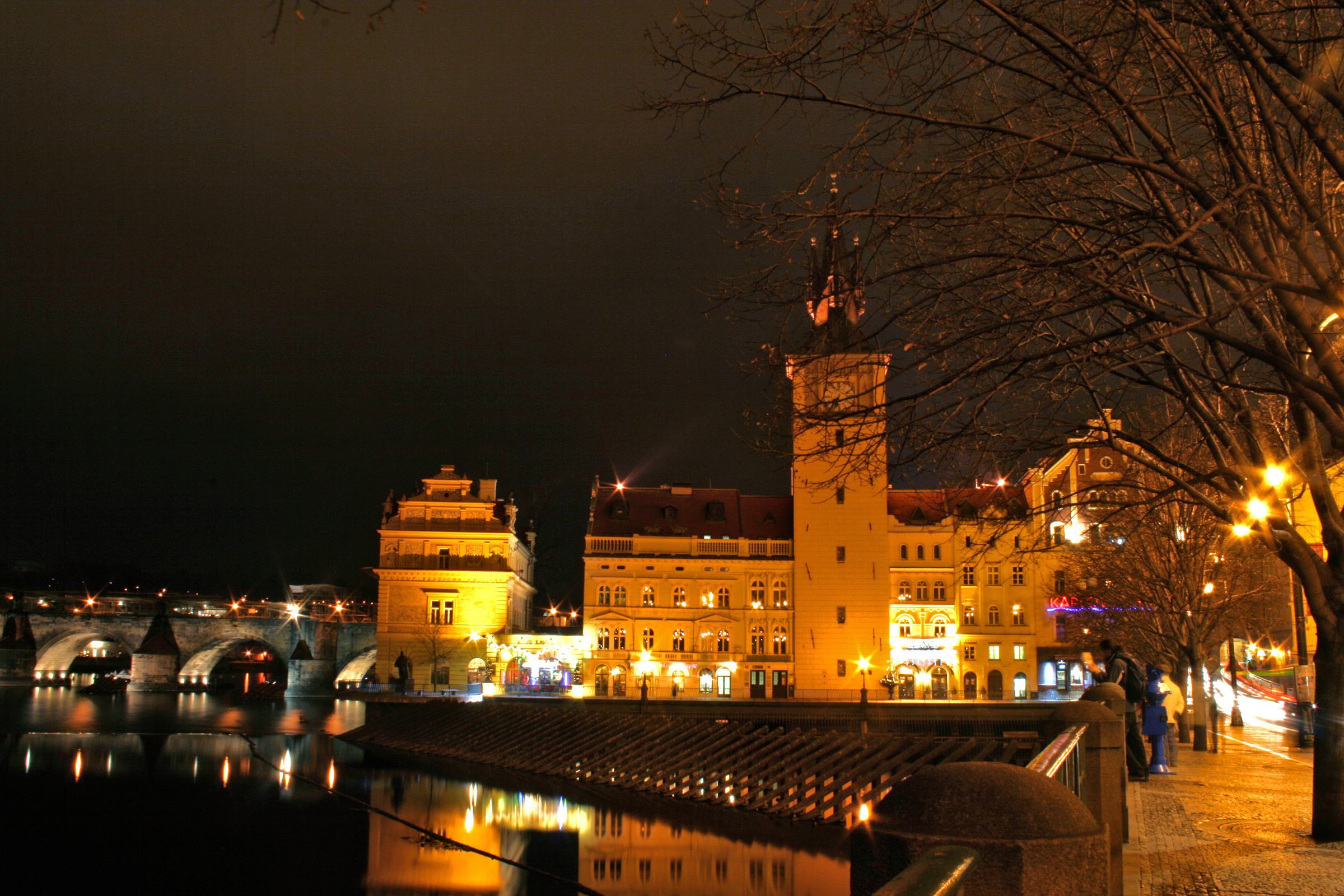
Noční snímek
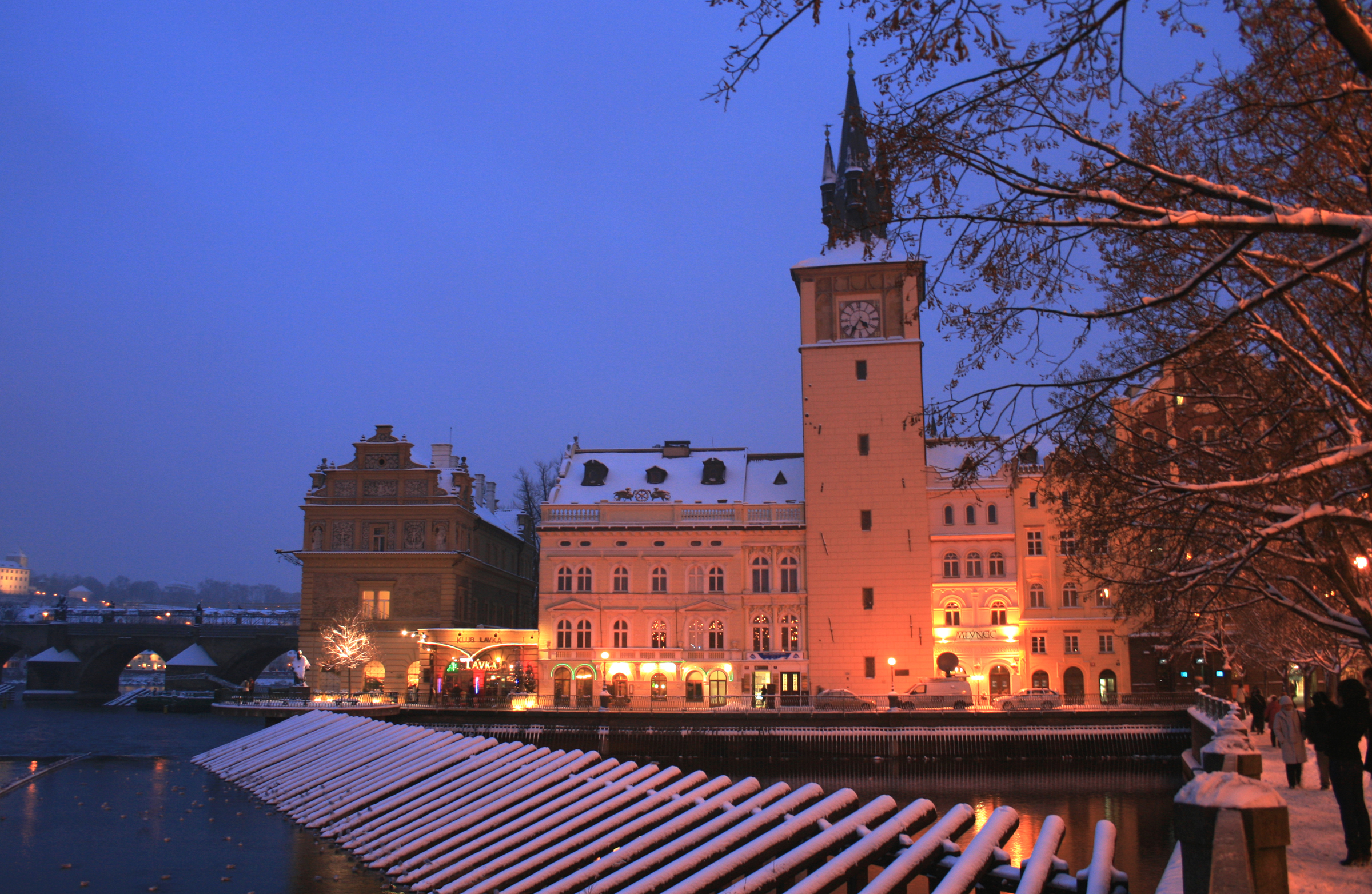
Zima 2010, podvečer
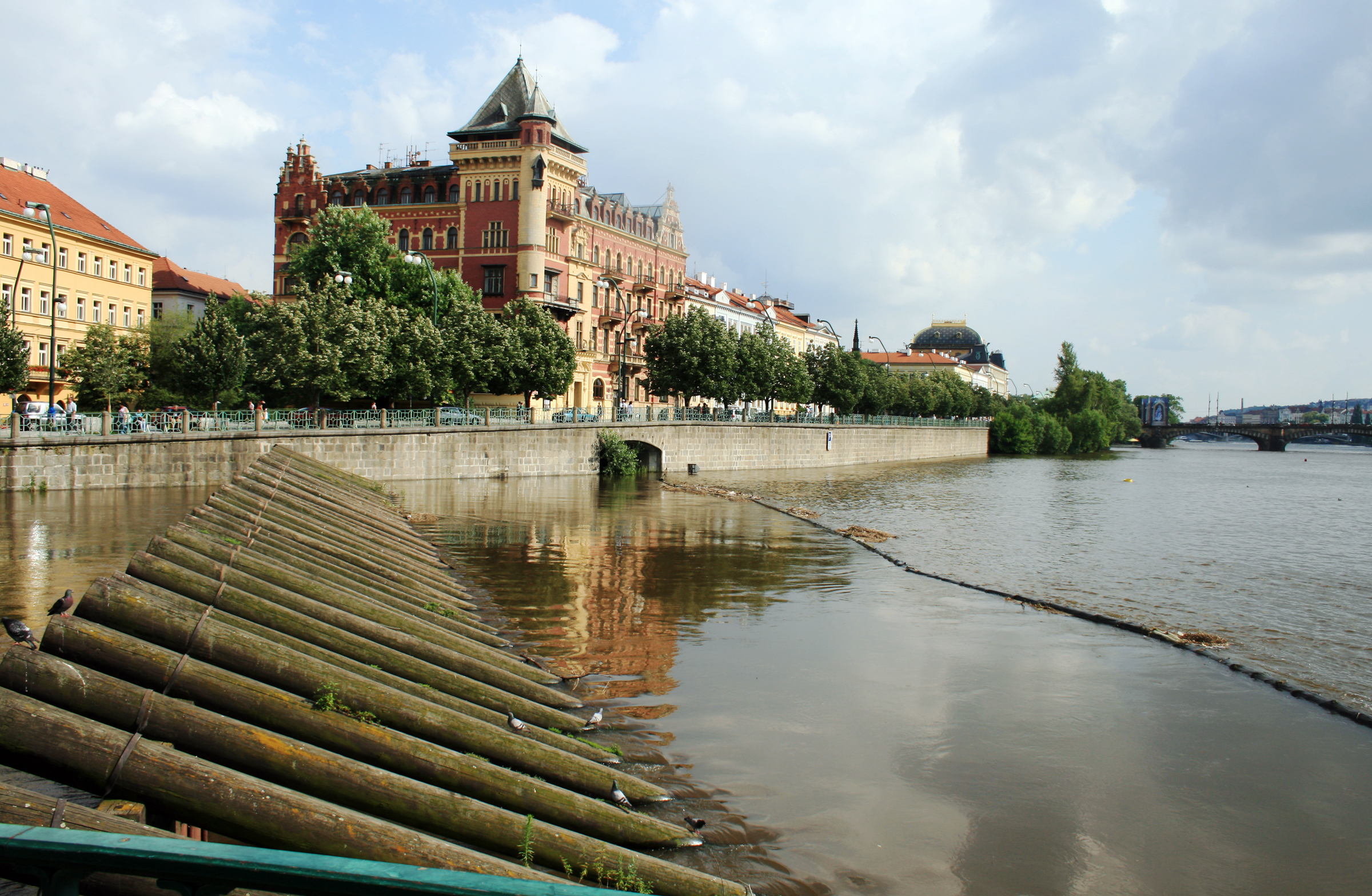
Pohled z Novotného lávky na nábřeží